# هارون بن موسى النحوي
هارون بن موسى النحوي القارئ الأعور الأزدي ولاء, أبو موسى, وقيل: أبو عبد الله البصري. صاحب القرآن والعربية, سمع من طاوس اليماني وثابت البناني. قال الخطيب البغدادي: كان يهوديًا فأسلم, وطلب القراءة؛ فكان رأسًا, وضبط النحو وحفظه وحدث؛ وهو أول من تتبع وجوه القرآن وألفها, وتتبع الشاذ منها وبحث عن إسناده, وكان شديد القول بالقدر. وثقه ابن معين, وروى له البخاري ومسلم.
قال ابن الجزري: علامة صدوق نبيل له قراءة معروفة , روى القراءة عن عاصم الجحدري وعاصم بن أبي النجود وعبد الله بن كثير وابن محيصن وحميد بن قيس وأبي عمرو بن العلاء عن عاصم وعرض على عبد الله بن أبي إسحاق وروى عن ثابت وأنس بن سيرين وشعيب بن الحبحاب, روى القراءة عنه علي بن نصر ويونس بن محمد المؤدب وشهاب بن شرنفة ووهيب بن عمرو وحجاج بن محمد والنضر بن شميل وشعيب بن إسحاق وأحمد بن محمد بن أبي عمرو العتبي.
ناظر إنسانًا يومًا في شيء فغلبه, فلم يدر المغلوب ما يصنع! فقال له: كنت يهوديًا فأسلمت, فقال له هارون: فبئس ما صنعت! فغلبه أيضًا في هذا. قال السيوطي: مات في حدود السبعين ومائة.